# 77 f.Kr.

## Händelser

### Efter plats

#### Romerska republiken
- Konsuln Marcus Aemilius Lepidus besegras av Q. Lutatius Catulus utanför Rom och de sista resterna av hans uppror krossas av Cnaeus Pompeius i Etrurien.
- Pompeius marscherar till Spanien för att tillsammans med Quintus Metellus Pius slå ner Quintus Sertorius uppror, men är inte framgångsrik.
- Staden Tigranakert grundas.

## Avlidna
- Duttagamani, kung av Sri Lanka